# Jane Aamund
Jane Weibel Aamund (født 8. november 1936 på Frederiksberg, død 29. januar 2019 i Hvide Sande) var en dansk forfatterinde, der var søster til forretningsmanden Asger Aamund. Hun var gift tre gange og fik to sønner og fire børnebørn. Hun døde omgivet af sin nærmeste familie på Anker Fjord Hospice i Hvide Sande efter længere tids sygdom.
1954 blev hun korrespondent i engelsk på Købmandsskolen og arbejdede fra 1954 til 1968 som freelancejournalist ved danske dag- og ugeblade. 1968 startede hun sit eget PR-bureau. Fra 1973 til 1978 var hun informationsmedarbejder i pelsfirmaet Birger Christensen og senere i Landbrugsministeriet. Fra 1978 til 1980 studerede hun spansk ved Colorado State University. From 1980 she worked at Berlingske Tidende. 1980 blev hun ansat som journalist ved Berlingske Tidende. Fra 1997 koncentrerede Jane Aamund sig om at skrive bøger. 1999 flyttede hun til sin mors barndomsegn Lemvig i Vestjylland. I foråret 2018 flyttede hun til et nybygget hus i Nørre Nissum